# ハンター (クローン・フォース99)
"ハンター"（Hunter）は、『スター・ウォーズ/クローン・ウォーズ』および『スター・ウォーズ: バッド・バッチ』の銀河共和国における共和国グランド・アーミーに所属するクローン・コマンドーである。

## 概要
ハンター（実験的ユニットにつき識別番号不明）は、共和国グランド・アーミーの特殊精鋭部隊「クローン・フォース99」（不良分隊/バッド・バッチ）の指揮官であり、惑星カミーノのクローニング・ラボにて行われた極秘の実験的プロジェクトにより生み出された。
カミーノの主任医療科学者「ナラ・セ」は、マンダロリアンの賞金稼ぎ「ジャンゴ・フェット」のDNAをもとに作られた標準的なクローン（レギュラー・クローン）の遺伝子配列を意図的に操作し、既存のトルーパーの身体的能力を強化した特殊個体を複数ユニット開発した。
ハンターは遺伝的な優位性として並外れた空間的知覚能力を持ち、いかなる場所においても電磁周波数を感じ取ることができた。
ハンターの知覚能力はターゲットの追跡だけではなく、ハンドブラスターのみでの敵戦闘機撃墜やスキャナーで検出不能な偵察ドロイドの探知、地図上の敵基地情報と実地における地理的な情報の相違点を発見するなど、『スター・ウォーズ: バッド・バッチ』の劇中において、彼の能力は強く活かされている。
クローン・フォース99のメンバー「テク」は、作中において "Maps can be wrong. Hunter never is."（地図は間違っている可能性があるが、ハンターが間違えることはない。）と述べており、彼の能力は時に追跡機器よりも優れていると評価している。
ハンターの率いるクローン・フォース99のメンバーはいずれも突然変異による優位性を持ち合わせており、与えられた特殊任務の成功率は100パーセントを誇った。

## アニメーション
キャラクターデザインを担当したデイブ・フィローニは、ハンターのデザインは1987年の映画『プレデター』のビリー・ソールから着想を得ているとコメントした。
新三部作/プリクエル・トリロジーに関連するアニメーションシリーズでは、声優のディー・ブラッドリー・ベイカーが全てのクローン・トルーパーの声を務めている。日本語吹替版においては、クローン・トルーパーに関わる全作品を金田明夫が担当した。